# 윌리암 러스

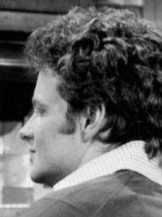

윌리암 러스(William Russ, 1950년 10월 20일 ~ )는 미국의 연극 배우, 텔레비전 배우, 영화배우이다.
포츠머스에서 태어났다.

## 방송
- 보이 미트 월드
- 와이즈가이
- 더 영 앤 더 레스트리스

## 영화
- 매직 아워 (2015년) - 브루스 폭스 역
- 존스타운 (2013년) - 레오 역
- 드론: 미래전쟁 (2013년) - 제너럴 로슨 역
- 그린 가이즈 (2011년)
- 더 이벤트 (2010년) - 오피서 너건트 역
- 게리스 워크 (2009년)
- 디 엑스 리스트 (2008년)
- 파인딩 존 크리스마스 (2003년) - 행크 맥콜리스터 역
- 라이프 애즈 어 하우스 (2001년)
- 더 테스트 오브 러브  (1999년)
- 아메리칸 히스토리 X (1998년) - 데니스 빈야드 역
- 크리미널 파일 (1997년)
- 눈물의 흔적 (1995년)
- 보이 미츠 월드 (1993년)
- 질주 (1993년) - 데이브 역
- 스피드 레이서 (1992년)
- 붉은 유혹 (1992년)
- 크레이지 프럼 더 하트 (1991년)
- 패스트타임 (1991년)
- 기동타격대 (1989년)
- 범죄의 조건 (1989년)
- 겨울 장미 (1987년)
- 와이즈가이 (1987년)
- 집행자 (1986년)
- 텍사스의 풍운아 (1986년)
- 5인의 특공대 (1985년)
- 필사의 도전 (1983년)
- 브이 - 5부작 미니시리즈 (1983년)
- 더 보더 (1982년)
- 살인 연습 (1982년)
- 광란자 (1980년)
- 더 영 앤 더 레스트리스 (1973년)